# Eugeniusz Florkowski
Eugeniusz Florkowski (ur. 9 maja 1902 w Zawadzie Lanckorońskiej, zm. 20 lutego 1989 w Zakopanem) – polski duchowny katolicki, infułat, profesor, doktor habilitowany teologii. Długoletni rektor Wyższego Seminarium Duchownego Archidiecezji Krakowskiej. Pierwszy dziekan Papieskiego Wydziału Teologicznego w Krakowie – obecnie Papieskiej Akademii Teologicznej w Krakowie. 

## Życiorys
Rodzice Antoni i Maria Jarosz byli właścicielami posiadłości ziemskiej, w 1913 zakupili nowy majątek w Wesołowie. Egzamin dojrzałości zdał w I Gimnazjum w Tarnowie w 1921 rozpoczynając studia na Wydziale Teologicznym Uniwersytetu Jagiellońskiego. 19 września 1925 w królewskiej katedrze na Wawelu otrzymał święcenia kapłańskie z rąk księcia kardynała Adama Stefana Sapiehy. W latach 1925–1927 studiował w Rzymie w 1927 uzyskując doktorat pisany pod kierunkiem profesora Reginalda Garrigou-Lagrange’a pt: De augmento habituum secundum principia S. Thomae Aquinatis. Po powrocie do kraju przez rok był w parafii w Rabie Wyżnej. W latach 1928-1931 pracował w parafii na Salwatorze. W 1931 po nostryfikacji doktoratu został mianowany prefektem w Seminarium Duchownym i funkcję tę pełnił aż do wybuchu II wojny światowej. W latach 1931–1934 był lektorem przy katedrze dogmatyki traktatowej na Wydziale
Teologicznym UJ, wykładając po łacinie: sakramentologię ogólną i szczegółową, eschatologię oraz wprowadzenie do historii dogmatów. W latach II wojny prowadził wykłady dla alumnów Seminarium Duchownego, był między innymi profesorem Karola Wojtyły w czasie tajnego nauczania. W 1946 wraca do wykładów na UJ oraz pisze rozprawę habilitacyjną z patrologii pt Soteriologia Pełagiusza. Studium historyczno-dogmatyczne, a w 1954 został zastępcą profesora. Po odejściu z seminarium kontynuował pracę dydaktyczną, aż do śmierci. W latach 1956–1957 był prezesem Polskiego Towarzystwa Teologicznego.

## Publikacje
- Matka Boża w nauce Ojców Kościoła. W: Praca zbiorowa: Gratia Plena. Studia teologiczne o Bogurodzicy. Bernard Przybylski (Red). Poznań-Warszawa-Lublin: 1965, s. 59-77.
- Soteriologia Pelagiusza. Studium historyczno-dogmatyczne. Kraków: 1949, s. 154.